# Sonny & Cher
Sonny & Cher bili su američki pop duo, kojeg su tvorili muž i žena Sonny i Cher Bono, vrhunac popularnosti imali su 1960-ih i 1970-ih. Duet je počeo 1960-ih kao prateći vokali u tonskom studiju producenta Phila Spectora.
Svjetsku slavu stekli su uspješnicama iz 1965. godine Baby Don't Go i I Got You Babe. 1970-ih su postali medijske tv zvijezde, imali su dva vrlo popularna  
TV showa u Americi; The Sonny & Cher Comedy Hour i The Sonny & Cher Show. Duet se raspao 1975. godine nakon razvoda. U svojoj desetgodišnjoj karijeri prodali su80 milijuna ploča.

## Povijest dueta
16 godišnja Cherilyn Sarkisian upoznala je svog budućeg supruga i pjevačkog partnera 11 godina starijeg Salvatore Bona u losangeleskom kafeu u studenom 1962. Bono je tada radio kao studijski glazbenik, tonski snimatelj i pomoćnik kod Phil Spectora u Gold Star Studio uHollywoodu. Par se uskoro zbližio i oženio, preko supruga Bona, počela je i Cher raditi kao prateći vokal za Spectora. Tako je sudjelovala u snimanju uspješnica; Be My Baby ( od Ronettesa), You've Lost That Loving Feeling (od Righteous Brothersa ) i mnogih drugih.
Prvi put su zapjevali kao duet pod imenom  "Caesar and Cleo" 1964. Nisu uspjeli obratiti neku veću pozornost na sebe, iako su te iste 1964. godine izdali nekoliko singl ploča  The Letter, Do You Wanna Dance i Love Is Strange.
U rujnu 1964. godine izdali su  Baby Don't Go pod novim 
imenom Sonny & Cher, ova ploča ušla je na američke liste popularnosti.
Nakon toga su izdali album Look at Us u ljeto 1965. 
Na albumu se nalazio i njihov budući najveći 1# hit  I Got You Babe.
U travnju 1966. izdali su svoj drugi studijski album The Wondrous World of Sonny & Cher. Cher je nezavisno snimala vlastiti materijal, koji je za nju napisao Bono, poput hita  Bang Bang (My Baby Shot Me Down, ili pjesmu Burta Bacharacha i Hal Davida - Alfie
1967. godine Sonny and Cher izdali su svoj treći album In Case You're In Love. Izdali su i dva hit singla; The Beat Goes On (#6 na Billboard Hot 100) i Little Man (#21 na Billboard Hot 100), ove pjesme imale su veći uspjeh u čak 5 europskih zemalja bile su #1.
Par se okušao i na filmu, a i kao televizijski zabavljači.
Karijera dua počela je ići nadolje od 1968. godine, kad su njihove suviše melodiozne pjesmice i čistunstvo ( život bez droga i poroka) bili su u opreci s tadašnjom modom psihodeličnog rocka.
1970-ih okrenuli su se zabavljačkom dijelu svoje profesije, počeli su nastupati u televizijskim serijalima ( The Nitty Gritty Hour).
1972. godine činilo se da im karijera ide uzlaznim stazama, izdali su album All I Ever Need Is You, i dvije uspješne singl ploče: All I Ever Need Is You i  A Cowboy's Work Is Never Done
Od 1974. počeli su nastupati odvojeno, i to sve više što je dovelo do razvoda.
Nakon razvoda Bono je nastavio svoju karijeru kao glumac i zabavljač, nakon toga ušao je u svijet politike i postao član američkog kongresa. Cher je s uspjehom nastavila svoju karijeru pjevačice i isto tako zabavljačice i glumice. Ostali su u dobrim odnosima i nekoliko puta nastupili ponovno zajedno.
5. siječnja 1998. Bono je umro u 62 godini podlijegavši ranama zadobivenim na skijalištu u Lake Tahoe.

## Diskografija

### Albumi
- Baby Don't Go, 1965
- Look at Us, 1965
- Wonderous World of Sonny & Cher, 1966
- In Case You're in Love, 1967
- Good Times, 1967
- Sonny & Cher Live, 1971
- All I Ever Need Is You, 1972
- Live in Las Vegas, Vol. 2, 1974
- Mama Was a Rock'n'Roll Singer, 1974

### Singl ploče
- 1965 - I Got You Babe UK #1 SAD #1 (3 tjedna)
- 1965 - Baby Don't Go UK #11 SAD #7
- 1965 - But Your Mine UK #17
- 1966 - Have I Stayed Too Long UK #42
- 1966 - Little Man UK #4
- 1966 - Living For You UK #44
- 1967 - The Beat Goes On UK #29 SAD#13
- 1972 - All I Ever Need Is You UK #8 SAD#3
- 1993 - I Got You Babe (reizdanje) UK #66

## Pogledajte i ovo
- Cher
- Sonny Bono

## Vanjske poveznice
- Novosti i članci o Sonny & Cher  Arhivirana inačica izvorne stranice od 26. rujna 2008. (Wayback Machine)
- Cher i Sonny & Cher službene stranice